# Siffleur de Banda
Pachycephala macrorhyncha
Espèce
Le Siffleur de Banda (Pachycephala macrorhyncha) est une espèce d'oiseau appartenant à la famille des Pachycephalidae. Il est parfois considéré comme une sous-espèce du Siffleur doré.

## Répartition
Il est endémique au centre et au sud-est de la Wallacea, où il est présent du Timor oriental aux îles Tanimbar, Céram et Banggai.